# Camarilla (conciliábulo)

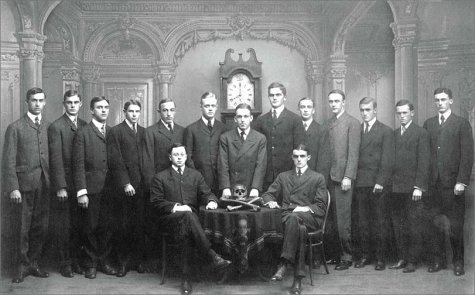
Los quince miembros de la "Cofradía de la muerte".

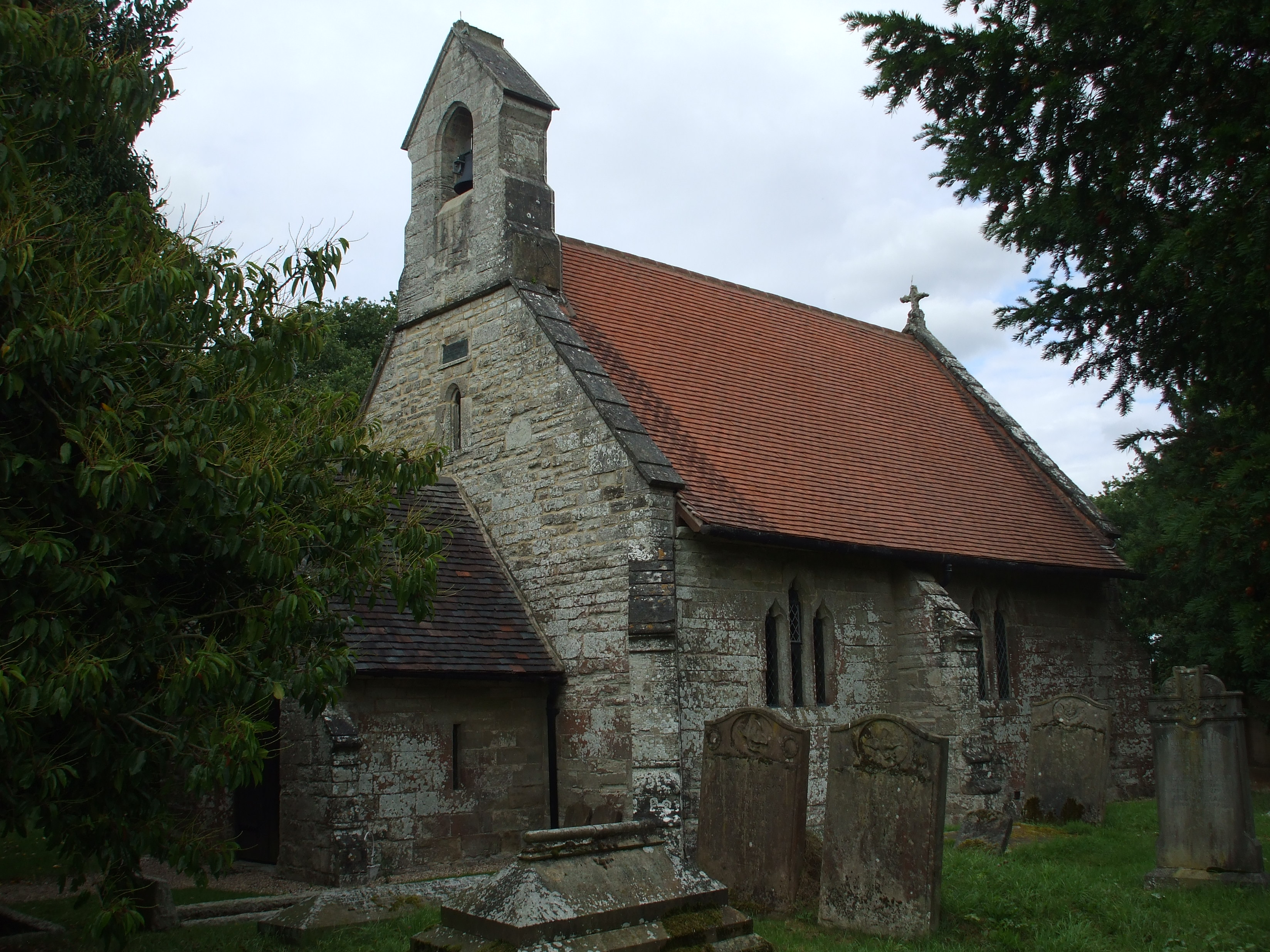
Iglesia Ullenhall Old, en Ullenhall, Warwickshire, en Inglaterra. El coro de la antigua iglesia parroquial de Santa María (St Mary), subsistió cuando una nueva iglesia fue inaugurada en el centro de la villa en 1875. Se observan las impresionantes tumbas de la familia Knight, incluyendo a Lady Luxborough, líder de una cotería de poetas del.

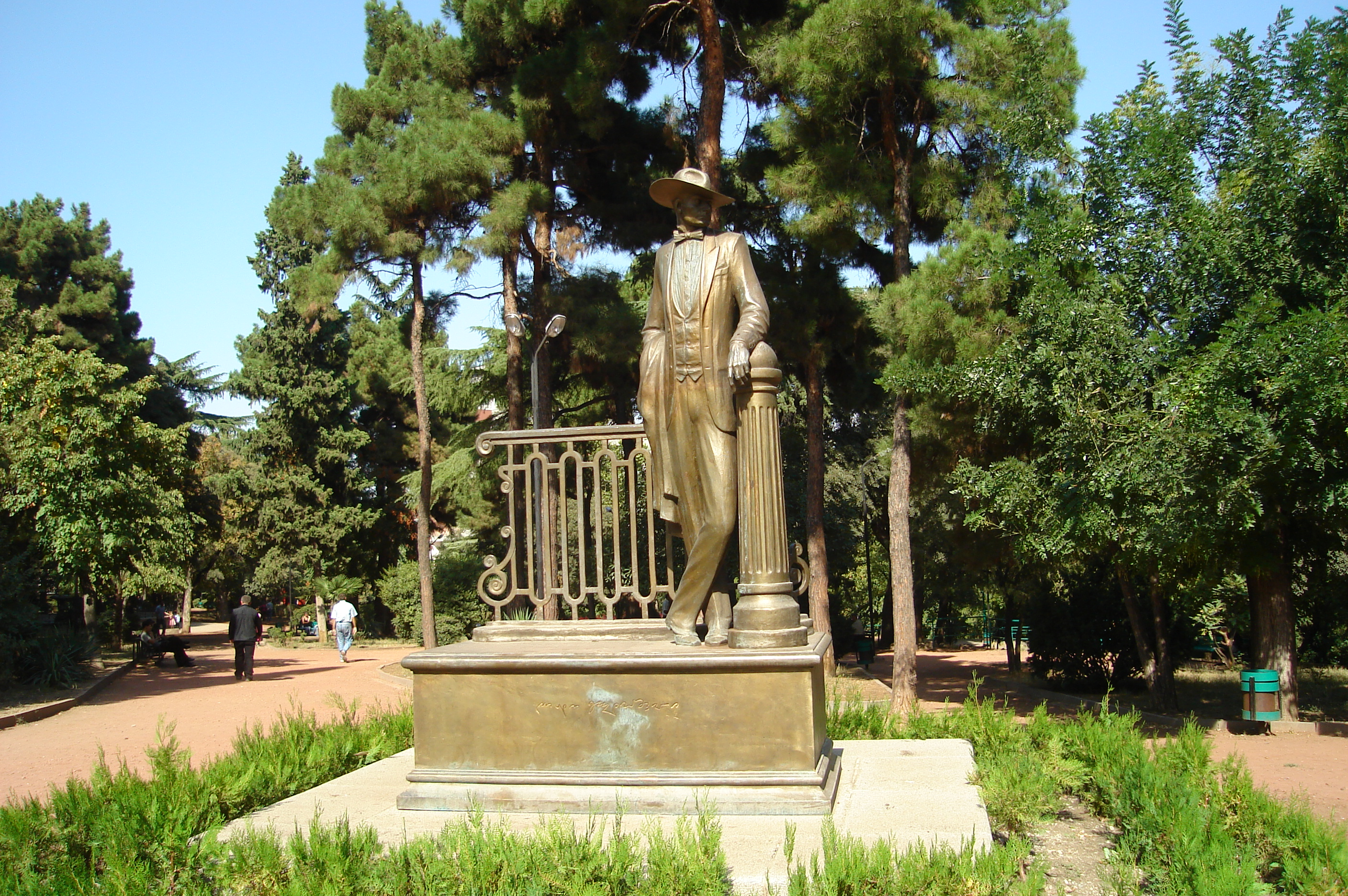
Lado Gudiashvili (1896-1980), pintor de Georgia nacido en Tiflis. Gudiashvili integró un grupo de poetas y escritores georgianos llamado "Tsisperqantselebi" ("Los Cuernos Azules"), orientado a conectar orgánicamente el carácter nacional de Georgia con la estructura creativa del simbolismo francés. En París, integró la famosa "La Ruche", una influyente colonia de pintores. La citada cotería "Tsisperqantselebi" reunía jóvenes talentos principalmente de la ciudad de Kutaisi, y tuvo una influencia destacada en la formación y éxito de sus miembros a partir de 1915, aunque con posterioridad fue suprimida en los años treinta por el régimen soviético.

Una camarilla o cotería es una asociación entre individuos o grupos de individuos, unidos por un interés común, y que se orientan a favorecer los intereses de quienes forman parte del grupo, a la par de con frecuencia obstaculizar o dificultar los intereses relacionados de quienes no forman parte de ese grupo. El interés común u objetivo de una cotería, con frecuencia se orienta a promover sus puntos de vista privados o sus particulares intereses en una iglesia, en un Estado, o en otra comunidad.

## Presentación del concepto
Fenómeno tan antiguo como la sociedad misma, el espíritu de cofradía (el espíritu de conciliábulo) siempre está dispuesto a esgrimir razones y a defenderse por todos los medios posibles, y a sacrificar intereses contrarios a su propio beneficio, incluido el interés general, para poner en funciones o en valor a una persona, o a una institución, o a una obra, o a una cosa, o si fuera el caso, por el contrario a desacreditar.
Las coterías políticas, religiosas, científicas, incluso sacrifican el bien común, la verdad, la productividad, y/o la justicia, para conservar el honor y/o las propias ventajas y/o las posiciones ya logradas.
En política, la cotería es al partido lo que la secta es a la religión.
La literatura también conoció las coterías literarias, abocadas a defender la reputación y los éxitos de sus miembros, aún sacrificando el sentido común, el buen gusto, o la justicia, para favorecer al máximo sus intereses y sus conveniencias. En este contexto, los medios están siempre justificados, y no se considera reprobable perseguir o acosar a los disidentes, y a todos aquellos que circunstancialmente molesten o dificulten sus planes.
Cuando solamente se trata de literatura o de arte, las coterías seden el paso a las cabales. Cada siglo ha tenido las suyas, y particularmente el siglo XVII y el siglo XVIII en Europa, donde se desarrollaron con desenfado en los salones, en los palacetes, en las academias, e incluso en las calles y en los cafés.
Là, chaque coterie a ses arrangements
Chacun y fait emplette et d'amis et d'amants
Jacques Delille, Les trois règnes de la nature, C. III.
Molière se burló de las coterías literarias en "Les précieuses ridicules", "Le Misanthrope", y "Les femmes savantes". En esta última, muestra una academia orientada a establecer sus propias reglas, según se expone en la escena 2 del acto tercero.
Nous serons, par nos lois, les juges des ouvrages;
Par nos lois, prose et vers, tout nous sera soumis;
Nul n’aura de l’esprit; hors nous et nos amis;
Nous chercherons partout à trouver à redire;
Et ne verrons que nous qui sachent bien écrire.

## Origen del concepto en un sentido más negativo
Una camarilla, en un sentido algo más negativo y más próximo a cabal y a cábala, es un grupo en el que hay personas o subgrupos enfrentados.
Las formas efectivas de organización y de acción de una camarilla en este particular enfoque pueden variar, aunque con frecuencia actúan e influyen a través de la intriga y de la conspiración.
Las cábalas a veces se conforman como sociedades secretas compuestas por unas pocas personas muy unidas, y otras veces son resultado del comportamiento emergente de la sociedad o de un gobierno, nucleando personas con cierto parentesco entre sí, y/o con cierta afinidad de algún tipo (por ejemplo ideológica, ansia de poder, pocos escrúpulos, etc.). Y en no pocos casos, a la corta o a la larga, se generan desentendimientos al interior del grupo.
El término también puede ser usado para referirse a las consecuencias prácticas del comportamiento emergente del grupo.
El uso del concepto con este particular enfoque, suele tener una connotación fuerte en el contacto interpersonal reservado, o sea en lo que metafóricamente podríamos llamar rincones oscuros o cuartos traseros o cuartos secretos, aunque pocas organizaciones utilizan directamente el término o los calificativos recién expresados, para referirse a sí mismos o a sus divisiones internas. Y entre las excepciones a esta regla, puede citarse al discordianismo, que lo utiliza para referirse a un grupo identificable dentro de la propia religión discordiana.
El palabra cábala deriva de la Cábala, término que tiene numerosas variaciones de ortografía y diferentes connotaciones conceptuales, vinculadas siempre a la interpretación mística de las sagradas escrituras por parte de los hebreos, y que en el origen significaba secreto y doctrina oculta.

## Asociación con Carlos II de Inglaterra
El término adquirió un significado más moderno, a partir de la conformación de un grupo de ministros de Carlos II de Inglaterra (Sir Thomas Clifford, Lord Arlington, el duque de Buckingham, Lord Ashley, y Lord Lauderdale), cuyas letras iniciales precisamente conformaban la palabra CABAL. Los nombrados precisamente fueron los signatarios del Tratado de Dover, a través del que se formaba una alianza entre Inglaterra y Francia respecto de una guerra potencial en contra de los Países Bajos.
Sin embargo, el Ministerio del Cabal apenas si puede ser visto como tal, pues el escocés Lauderdale no era muy proclive al gobierno inglés, y por su parte los católicos Clifford y Arlington no estaban en buena sintonía con los protestantes Buckingham y Ashley. Además, tampoco Buckingham y Ashley se llevaban muy bien entre sí.
Por tanto, el citado ministerio nunca manejó objetivos muy unificados ni un accionar muy coherente, y se vino abajo definitivamente hacia el año 1672, cuando Lord Ashley se convirtió en conde de Shaftesbury, y pasó a ser uno de los más feroces opositores de Carlos II.
La teoría de que la palabra se originó como un acrónimo de los nombres de los cinco ministros, forma parte de los mitos populares, aunque muy posiblemente la citada coincidencia debe haberse observado desde el primer momento, y ello pudo haber popularizado su uso, junto con el notorio secretismo y la falta de responsabilidad que marcaron la acción del ministerio.

## Uso en relación con las computadoras y con Usenet

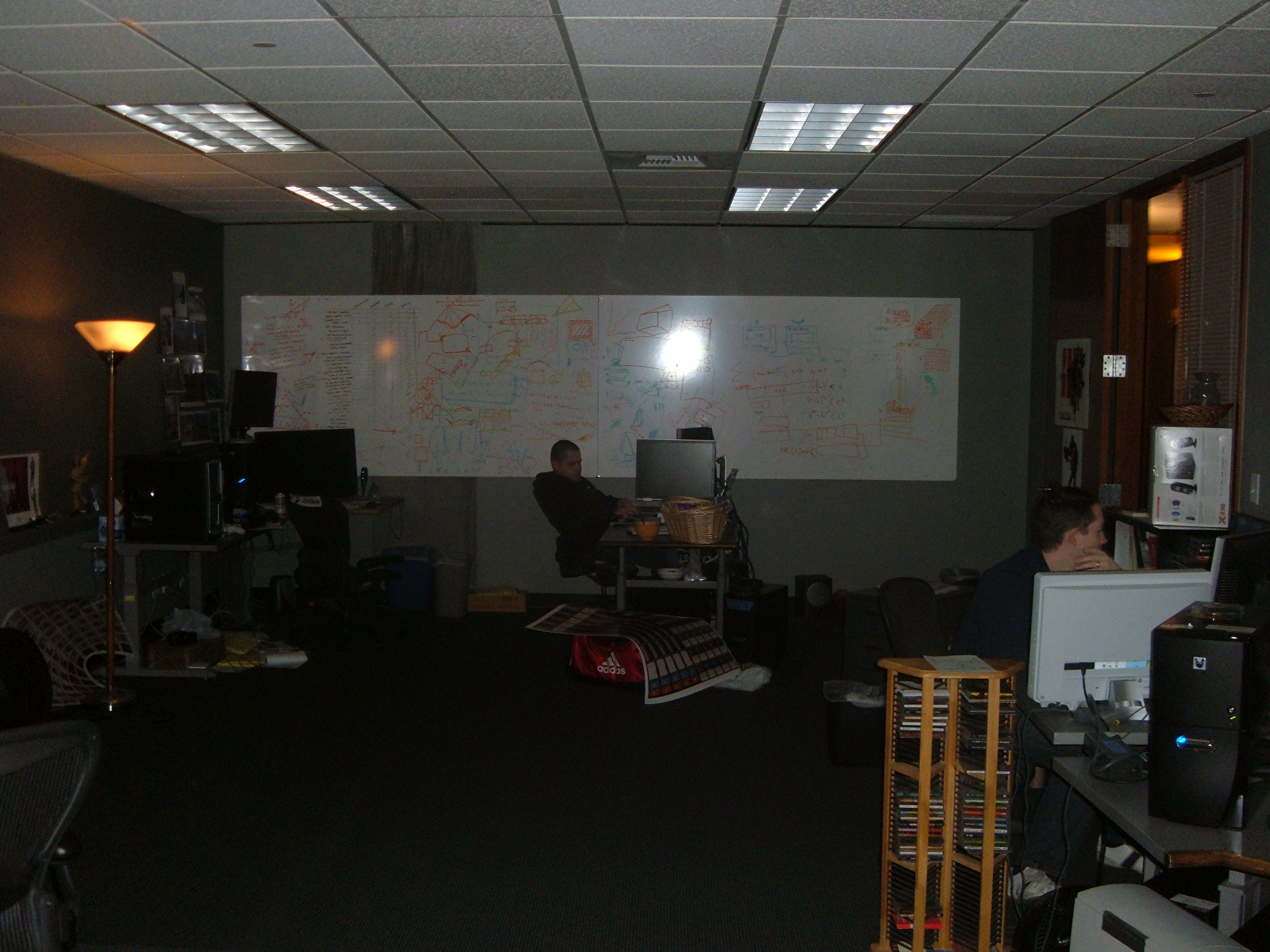
Zona Cabal en uso en Valve Software.

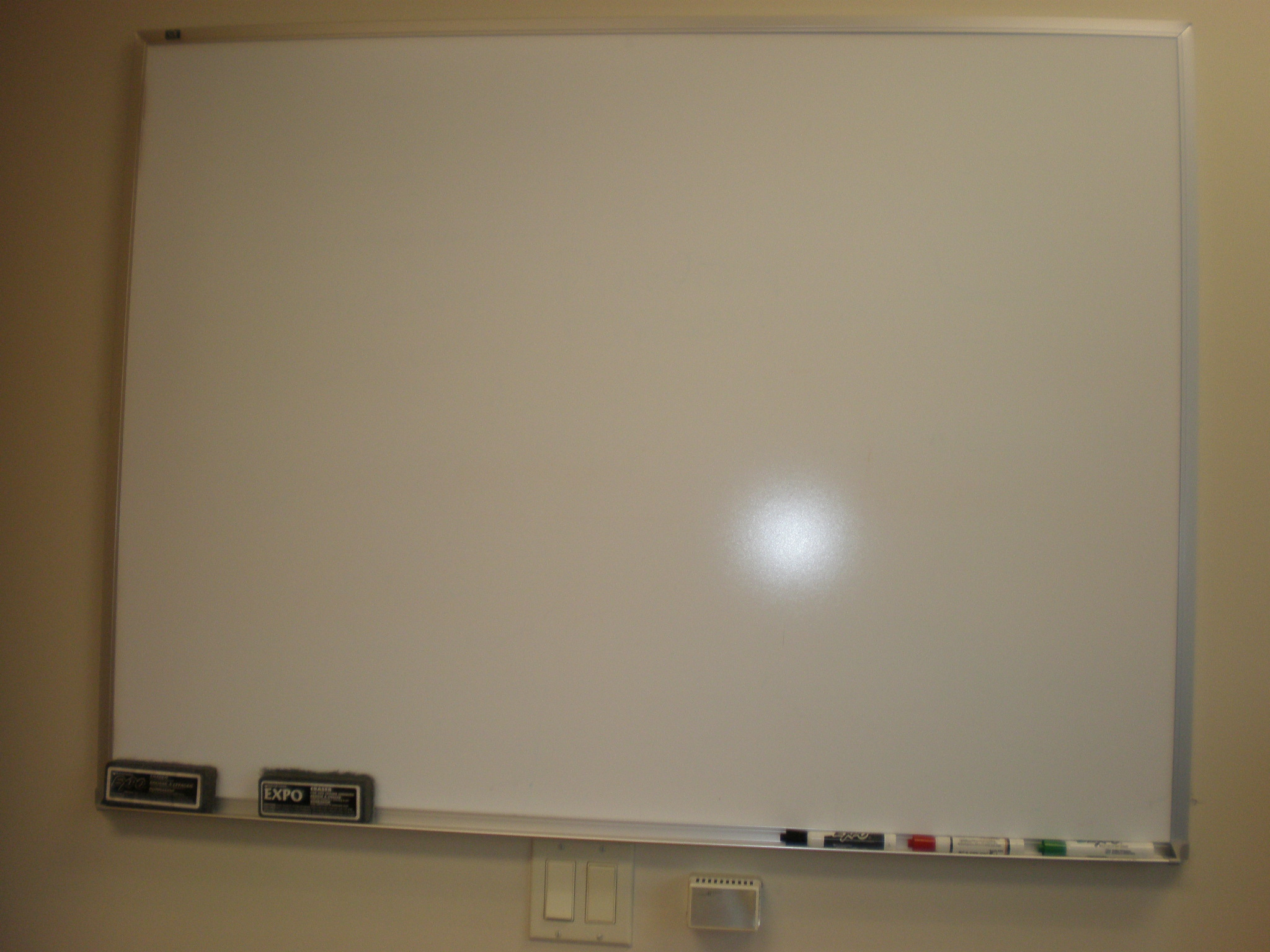

Durante el despegue de Usenet, el término también fue usado en un sentido semi-irónico, señalando el esfuerzo de la gente para mantener cierto orden por encima del ambiente caótico y anárquico impuesto por la comunidad de usuarios (consultar cabal de la dorsal). Como en este caso específico, referencias a una presunta conspiración, a menudo se enmarcan dentro de lo que se conoce como teorías de conspiraciones.
Valve Software, el creador de juegos como Half-Life, usa "espacios Cabal" cuando se trabaja en proyectos como un nuevo juego, o en parches de programas ya existentes. Cada cabal (cada camarilla) usualmente está dedicada a una específica área del juego.
Estos cuartos traseros o espacios Cabal por lo general comprenden a 10-15 personas, varios ordenadores, tecnología de diseño,  y al menos un pizarrón o tablero donde se pueda escribir o proyectar algo (mirar las imágenes adyacentes). 
Como ya es mencionado en el artículo "The Enemy Within" ("El Enemigo Dentro") de Mark Bowden, publicado en la edición de junio de 2010 de The Atlantic, uno de los grupos (Conspiración Conficker) se orientó a derrotar a Conficker, un gusano informático que surgió en octubre de 2008, y que ataca al sistema operativo Microsoft Windows.
Se cree que este gusano infectó a aproximadamente un millón y medio de máquinas por todo el mundo. La "Conspiración Conficker" incluyó a Rodney Joffey, vicepresidente y tecnólogo principal en NeuStar, así como Adre' M. DiMono, una de las autoridades líderes mundiales sobre botnets, y también Philip Porras, quien maneja una red de honeypots (tarros de miel) para SRI International.
A pesar de las connotaciones negativas asociadas con el término "Cabal", muy posiblemente herencia del Cabal Ministry, en el caso particular recién mencionado, la connotación específica más bien se orienta al concepto "chiflados simpáticos".

## Uso actual
A continuación se indican dos buenos ejemplos recientes de uso del término 'cabal'.
El primero de ellos se refiere a Colin Powell, oportunamente Secretario de Estado durante la administración de George W. Bush, así como a Lawrence Wilkerson, jefe de personal bajo el mando de Powel. Y precisamente, Lawrence Wilkerson criticó y denunció a la Administración Bush en relación con varias cuestiones vinculadas con la Guerra de Irak, incluyendo algunas posiciones del propio Powell, y refiriéndose incluso a un plan siniestro controlado por un "Cabal Cheney-Rumsfeld".
El segundo ejemplo se refiere al antiguo primer ministro británico, Gordon Brown, quien en su momento apoyó las sanciones de Naciones Unidas contra Zimbabue, abiertamente denunciando a los líderes del régimen como un "cabal criminal".
Por su parte, el analista Eric Miltenburg, de Toronto, en su momento se refirió al "Cabal Eagan-Fitzgerald" de los años 1940, cuando esas dos familias compartieron sus secretos y sus habilidades.
También, en el programa del canal Comedy Central llamado The Daily Show (Parodiando las noticias), la frase "A global cabal of Jews" ("Un cabal global de judíos") es referida de tiempo en tiempo, como una burla hacia las supuestas teorías antisemíticas sobre dominación judía global.
Una serie de ejemplos de cabal, también puede ser consultada en el artículo Lista de fenómenos Internet, en relación con lo que en la jerga informática se conoce como buzz, así como en relación con Usenet y a "TINC" (estándar para "There Is No Cabal").
Además, muchas Teorías de conspiración masónica han presentado a la Francmasonería como un gran y discreto cabal internacionalista.